# کیتاایباراکی، ایباراکی
کیتاایباراکی در استان ایباراکی در کشور ژاپن واقع شده‌است که دارای جمعیت ۴۸٬۴۳۷ نفر و مساحت ۱۸۶٫۵۵ کیلومتر مربع با تراکم جمعیت ۲۶۰ نفر در کیلومترمربع است و در تاریخ ۳۱ مارس ۱۹۵۶ به عنوان شهر شناخته شد.